# Тачка прекида
Тачка прекида (енгл. Point Break), дистрибуиран у бившој Југославији под називом Злочин на таласима, амерички је акциони криминалистички филм из 1991. године који је режирала Кетрин Бигелоу а написао В. Питер Илф. У њему глуме Патрик Свејзи, Кијану Ривс, Лори Пети, Гари Бјуси, а наслов филма се односи на термин у сурфовању тачка прекида, где талас удара у тачку копна, која штрчи са обале.
У филму је Ривс представљен као тајни агент ФБИ-а, који има задатак да истражи идентитет групе пљачкаша банака док развија комплексан однос са вођом групе.
Изнедрио је римејк који је објављен 2015. године.

## Радња
Специјални агент ФБИ академије Џони Јута распоређен је у Лос Анђелес. ФБИ истражује серију храбрих пљачки банака које је починила банда названа „бивши председници”, јер носе маске бивших америчких председника Линдона Џонсона, Ричарда Никсона, Џимија Картера и Роналда Регана. Ова истрага је поверена искусном официру Анђелу Папасу. Представљајући младог партнера актуелном, Анђело напомиње да криминалци увек делују веома брзо и без крвопролића. Такође је сигуран да су чланови банде повезани са сурфовањем. Да би тестирао ову верзију, Џони мора да научи да сурфује и покуша да се инфилтрира у банду.
Џони се појављује на обали, где се стално окупљају сурфери. Тамо упознаје Тајлер, од које тражи, да га научи како да јаше на таласима. Захваљујући Тајлер, Џони упознаје групу напредних сурфера предвођених Тајлериним бившим дечком Бодијем. Пошто су открили заједнички поглед на живот, Џони и Боди често проводе време заједно. Али убрзо Џони посумња да је његов нови пријатељ вођа и идеолошки инспиратор банде „бивших председника“. Поред Бодија, у криминалној групи су и његови пријатељи Натанијел, Роуч и Громет. Пљачкајући банке добијају новац за слободан живот и омиљену забаву. Против општеприхваћеног морала, криминалци сматрају да на тај начин бацају својеврсни изазов друштву. Током следеће пљачке, Џони је, током неуспешног покушаја да се криминалци ухвати на руке, приморан да се открије, а Боди схвата да је Џонија посебно увео ФБИ у њихову групу. Да би компромитовао демаскираног специјалног агента, Боди организује киднаповање Тајлер и уцењује Џонија да учествује у следећој пљачки.
Али овога пута Боди наређује да се новац узме и из трезора, што разбојници никада нису учинили, да не би губили време. Као резултат тога, полицајац се случајно нашао у банци, уз подршку обезбеђења, отвара ватру, а Громет гине у пуцњави. Боди оставља Јуту на месту злочина и он бива ухапшен, али га Папас пушта и они крећу на банду. Злочинци хитно покушавају да напусте Сједињене Државе авионом, али их Јута и Папас престижу на аеродрому. У пуцњави, Анђело убија Натанијела и повређује Роуча, али он сам умире од свог хица. Пошто је пилот пропустио одредиште, Боди води Џонија у авион са собом. Криминалци скачу падобраном, остављајући Џонија у кокпиту. Јута успева да сустигне Бодија у ваздуху, али га Боди приморава да баци револвер и одлази од њега са саучесником, ослобађајући Тајлера који је понео са собом. Роуч умире од губитка крви.
Годину дана касније, Јута се појављује на обали у Аустралији, где затиче Бодија, чекајући свој талас током такозване „педесетогодишње олује”. Између њих избија туча у којој Џони побеђује. Али Боди страсно моли да му „дају” талас, сан његовог живота. Џони га пушта, схватајући да ће овај талас бити последњи у Бодијевом животу. Напуштајући плажу, Јута баца значку агента ФБИ у океан. 

## Улоге
| Глумац        | Улога          |
| ------------- | -------------- |
| Кијану Ривс   | Џони Јута      |
| Патрик Свејзи | Боди           |
| Гари Бјуси    | Анђело Папас   |
| Лори Пети     | Тајлер         |
| Џон Макгинли  | Бен Харп       |
| Џон Филбин    | Натанијел      |
| Том Сајзмор   | ДЕА агент Дитс |